# 라다크

카슈미르 지역의 지도. 붉게 표시된 곳이 라다크이다.

라다크(티베트어: ལ་དྭགས་, Ladakh, 힌디어: लद्दाख़, 우르두어: لدّاخ)는 인도 인도령 카슈미르의 지역이다. 이전에는 잠무 카슈미르주의 지방이었으나, 2019년 10월 31일을 기해 독립된 연방 직할지로 전환되었다. 가장 큰 도시는 레이다. 이 지역 북쪽으로는 쿤룬산맥이, 남쪽으로는 히말라야산맥이 위치하고 있다. 이곳에는 아리아인들과 티베트인들의 후손들이 산다. 헬레나 노르베리-호지의 책 《오래된 미래》를 통해 유명해진 곳이기도 하다. 인도가 규정하고 있는 행정구역상 길기트발티스탄과 아크사이친, 시아첸 빙하, 샤크스감 계곡도 포함된다.

## 지리
라다크는 해발 3000 미터가 넘는 고원 지대이다. 히말라야산맥과 카라코람산맥, 그리고 인더스강의 상류 계곡에 걸쳐 있다.

## 같이 보기

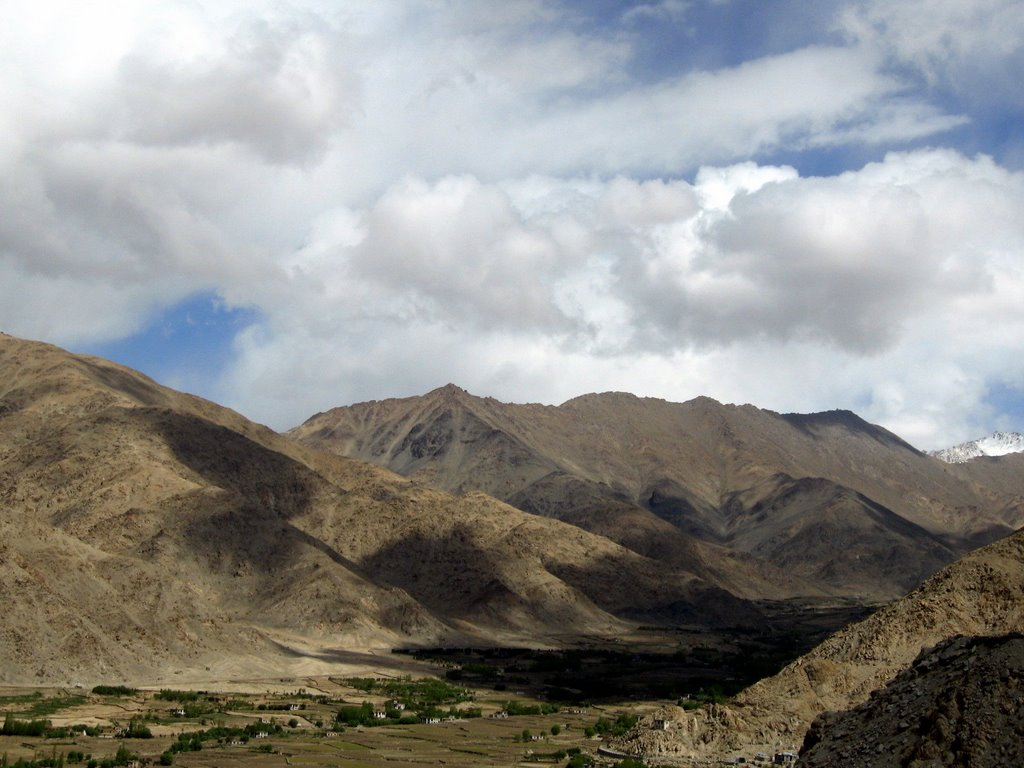
여름 라다크의 모습

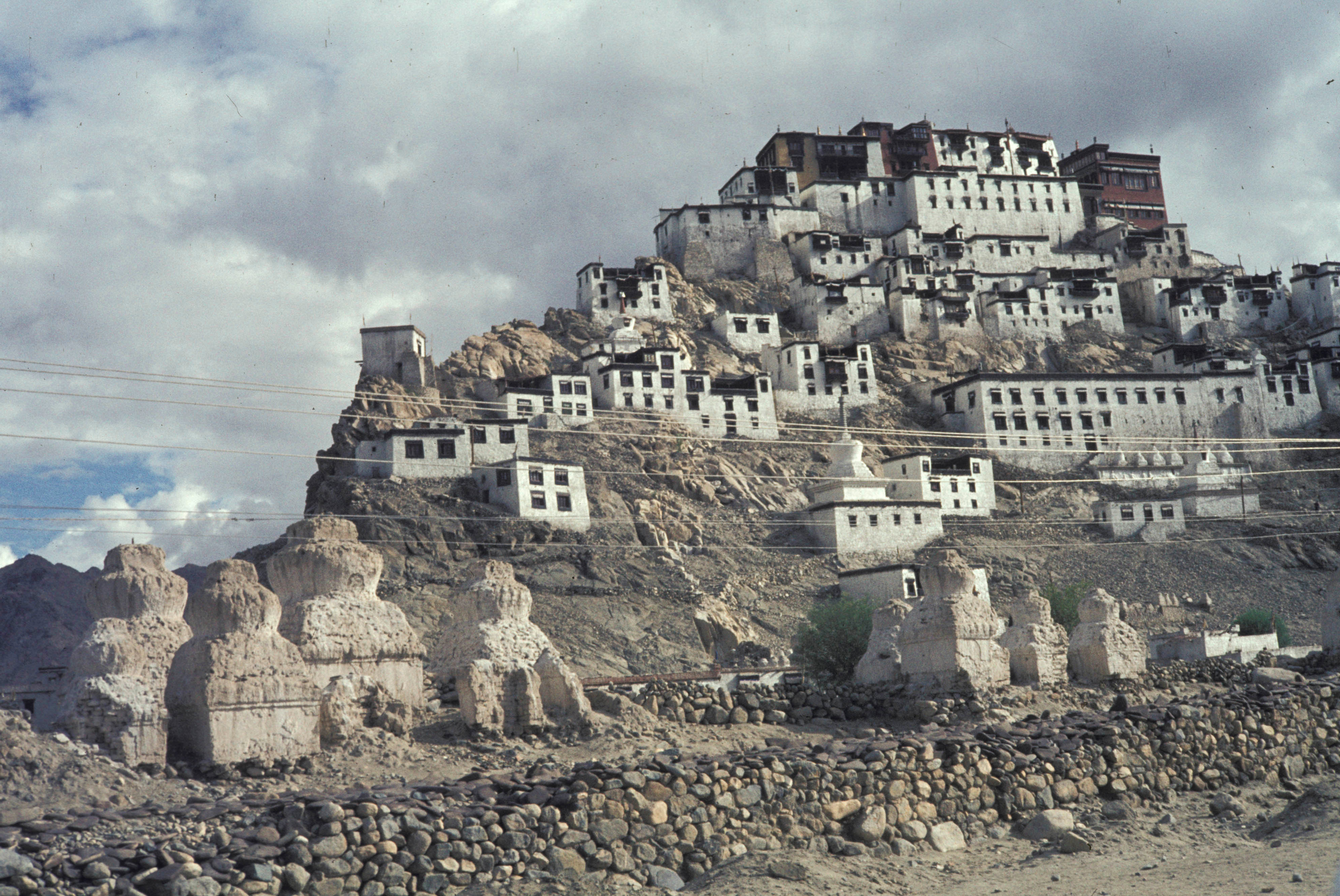
라다크의 티베트 불교 사원 틱세 곰파

- 라다크 프로젝트(Ladakh Project)
  - 헬레나 노르베리 호지 - 스웨덴 언어학자겸 자연농법 전문 환경운동가
- 자연농법
  - 가와구치 요시카즈 - 대표적인 자연농법 실천가
  - 기무라 아키노리 - 자연농법 실천가, '기적의 사과'로 유명한 사과농부
  - 최성현 (번역가) - 일본어 서적 번역가, 자연농법 실천가 및 에세이스트
- 아크사이친
- 라다크어
- 티베트